# Port lotniczy Garden City
Port lotniczy Garden City (IATA: GCK, ICAO: KGCK) – port lotniczy położony w mieście Garden City, w stanie Kansas, w Stanach Zjednoczonych.